# Emily Stowe
Emily Howard Stowe (nascida Jennings; Norwich, 1 de maio de 1831 – 30 de abril de 1903) foi a primeira mulher a exercer a medicina no Canadá, a segunda médica licenciada do país e uma ativista pelos direitos da mulher e sufrágio. Stowe ajudou na fundação do movimento pelo sufrágio feminino no Canadá e fez campanha pela primeira faculdade de medicina para mulheres do país.

## Início de vida
Emily Howard Jennings nasceu em Norwich, Oxford, na província canadense de Ontário e era filha de Hannah Howard e Solomon Jennings. Apesar de Solomon ter se convertido ao metodismo, Hannah criou as seis filhas como quakers. Seguindo a tradição da Sociedade dos Amigos, os pais de Jennings a incentivaram a obter uma educação; eles a enviaram para uma escola quaker em Providence, no estado norte-americano de Rhode Island.
Após lecionar em escolas locais por sete anos, sua luta pública para alcançar a igualdade entre homens e mulheres começou em 1852, quando tentou ingressar no Victoria College, em Cobourg, Ontário. Recusada por ser mulher, ela se matriculou na Normal School for Upper Canada, que Egerton Ryerson havia fundado recentemente em Toronto. Ela entrou na faculdade em novembro de 1853 e formou-se com honras em 1854.  Contratada como diretora de uma escola pública de Brantford, Ontário, ela foi a primeira mulher a ocupar o cargo de diretora em uma escola pública do Canadá Superior. Ela lecionou lá até seu casamento.
Emily casou-se com John Fiuscia Michael Heward Stowe em 1856. Nos sete anos seguintes ela teve dois filhos e uma filha. Pouco tempo após o nascimento da terceira criança, seu esposo teve tuberculose, o que despertou um interesse pela medicina nela. Tendo experiência com remédios fitoterápicos e medicina homeopática desde a década de 1840, Emily Stowe deixou de lecionar e decidiu tornar-se médica.

## Carreira médica
Stowe teve sua entrada negada na Escola de Medicina de Toronto em 1865 e foi informada por seu vice-diretor: "As portas da universidade não estão abertas para as mulheres e acredito que nunca estarão." Incapaz de estudar medicina no Canadá, Emily Stowe se formou nos Estados Unidos no New York Medical College for Women em 1867. No mesmo ano ela retornou ao Canadá e inaugurou uma clínica em Toronto, na Richmond Street. Stowe ganhou destaque local por meio de palestras públicas sobre a saúde da mulher e manteve uma clientela constante por meio de anúncios em jornais.
Em 1870, o presidente da Toronto School of Medicine concedeu permissão especial a Stowe e à sua colega Jennie Kidd Trout para assistir às aulas, um requisito para médicos com licenças estrangeiras. Diante da hostilidade tanto do corpo docente quanto dos alunos, Stowe recusou-se a fazer os exames orais e escritos e deixou a escola.
O Conselho de Médicos e Cirurgiões de Ontário concedeu a Stowe uma licença para praticar a medicina em 16 de julho de 1880, baseado na sua experiência com medicina homeopática desde 1850. Esta licença tornou Stowe a segunda médica licenciada do Canadá, atrás apenas de Jennie Kidd Trout.
Sua filha, Augusta Stowe-Gullen, foi a primeira mulher a formar-se em uma faculdade de medicina canadense.

## Direitos das mulheres
Enquanto estudava em Nova Iorque, Stowe conheceu a ativista Susan B. Anthony e testemunhou as divisões dentro do movimento sufragista americano. Stowe também frequentou reuniões de clubes femininos em Cleveland, Ohio.
Em 1876, Stowe fundou o Clube Literário Feminino de Toronto, que em 1883 tornou-se a Associação Canadense pelo Sufrágio Feminino. Isso levou alguns a considerar Stowe a mãe do sufrágio feminino no país. O Clube Literário fez campanha por melhores condições de trabalho para as mulheres e pressionou as instituições de ensino de Toronto a aceitar mulheres no ensino superior. Em 1883, uma reunião pública da associação levou à criação do Ontario Medical College for Women.  Quando a Dominion Women's Enfranchisement Association foi fundada em 1889, Stowe se tornou sua primeira presidente e permaneceu no cargo até sua morte.
Como é verdade para muitas sufragistas, existia uma tensão entre o compromisso de Stowe com outras mulheres e a lealdade de classe. Em um episódio que pode demonstrar o domínio deste último, Stowe rompeu o vínculo de sigilo médico-paciente ao revelar o pedido de aborto de uma paciente, Sara Ann Lovell, empregada doméstica, ao seu empregador. Stowe, no entanto, criticou duramente o programa econômico canadense da Política Nacional em 1892. Ela acreditava que isso não ajudaria os canadenses da classe trabalhadora e, em vez disso, era um negócio corrupto em nome de grandes empresas.
Depois de quebrar o quadril no Congresso Feminino da Exposição Universal em 1893, Stowe aposentou-se da medicina. Ela faleceu em 1903, quatorze anos antes do direito ao voto ser concedido às mulheres.

## Vida pessoal
Embora ela se considerasse uma Quaker até 1879, ela se tornou uma unitarista no mesmo ano e frequentou a Primeira Congregação Unitária de Toronto.[carece de fontes?]

## Legado
Escolas públicas na sua cidade natal de Norwich, bem como em Courtice foram batizadas em sua homenagem. Um abrigo para mulheres em Toronto também recebeu seu nome. Em 2018 ela foi introduzida no Canadian Medical Hall of Fame.